# Stenagostus laufferi
Stenagostus laufferi é uma espécie de insetos coleópteros polífagos pertencente à família Elateridae.
A autoridade científica da espécie é Reitter, tendo sido descrita no ano de 1904.
Trata-se de uma espécie presente no território português.